# Daphne savensis
Daphne savensis är en tibastväxtart som beskrevs av Daksk., Seli. Daphne savensis ingår i släktet tibaster, och familjen tibastväxter. Inga underarter finns listade i Catalogue of Life.